# Saint-Gondran
Saint-Gondran è un comune francese di 531 abitanti situato nel dipartimento dell'Ille-et-Vilaine nella regione della Bretagna.

## Società

### Evoluzione demografica
Abitanti censiti